# Greta Hall
Greta Hall est une maison à Keswick dans le Lake District en Angleterre. Elle est surtout connue comme la maison des poètes Samuel Taylor Coleridge et Robert Southey.

## Histoire
L'adresse officielle de Greta Hall est Main Street, Keswick, mais elle est située à environ 150 mètres au nord-est de la route sur un terrain plus élevé
Le poète Samuel Taylor Coleridge vit à Greta Hall avec sa famille du 24 juillet 1800 à 1803 et rend régulièrement visite à William Wordsworth à Grasmere. La fille de Coleridge, Sara, est née à Greta Hall en 1802. Robert Southey et sa femme résident chez les Coleridge en 1803 et reprennent la location de Greta Hall lorsque Coleridge part en 1804. Southey y vit jusqu'à sa mort en 1843.

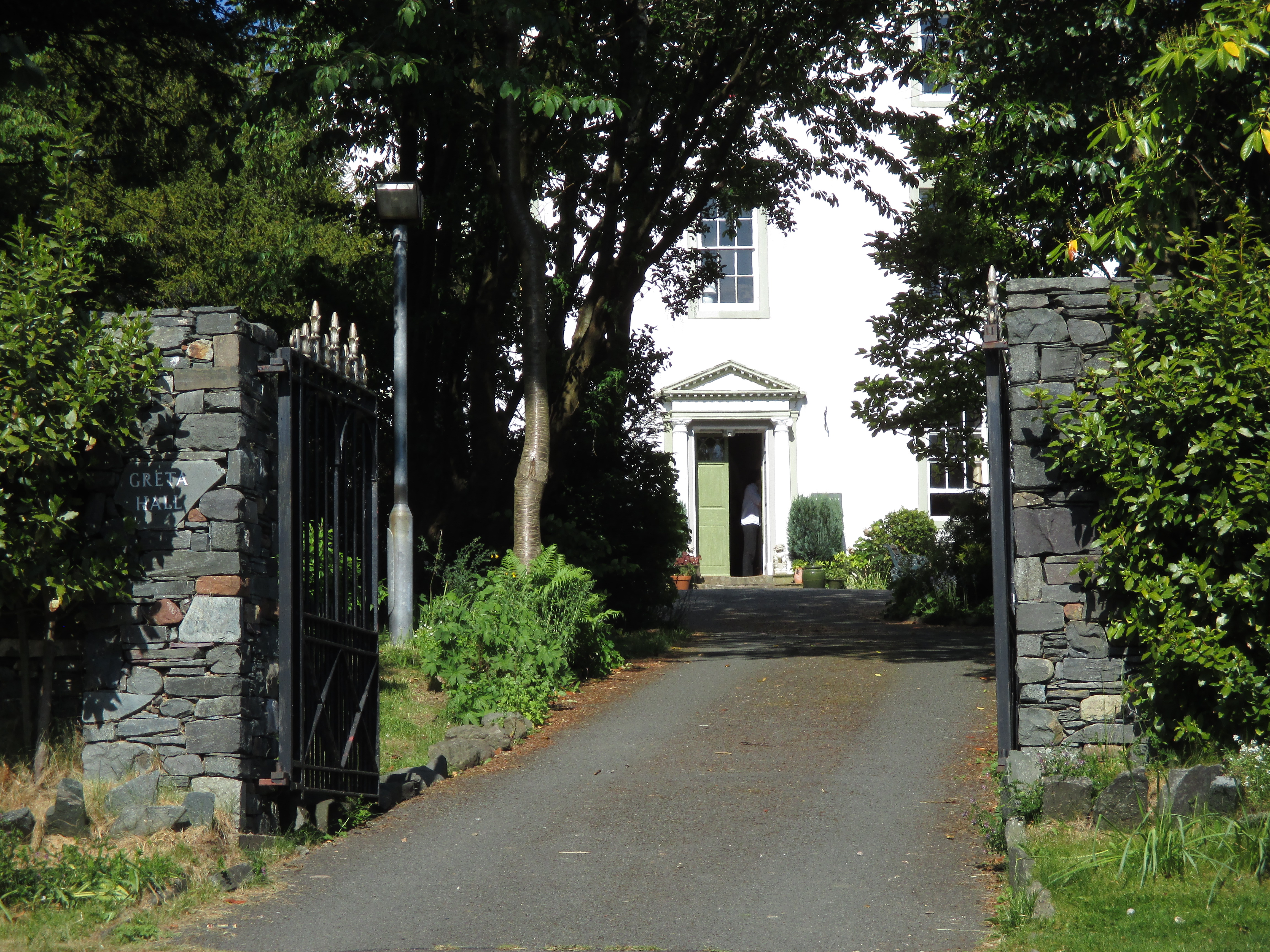
L'entrée de Greta Hall

Greta Hall reçoit un certain nombre de poètes du lac et d'autres personnalités littéraires, dont William Wordsworth, Dorothy Wordsworth, William Hazlitt, Lord Byron, John Keats, Percy Bysshe Shelley, Walter Scott, George Beaumont, Charles Lamb et Mary Lamb en 1802, Thomas de Quincey et John Ruskin. Le 5 juillet 1877, Pedro II, l'empereur du Brésil, et son épouse l'impératrice Teresa Cristina arrivent à Keswick en provenance d'Écosse, soucieux de voir les monuments commémoratifs de Robert Southey, dont il aurait parlé avec satisfaction de "l'histoire du Brésil". Entrant dans l'église de Crosthwaite, il inspecte le monument au poète, lisant l'inscription dessus par Wordsworth, et après avoir visité la tombe du poète dans le cimetière, se rend à Greta Hall.
Entre 1872 et 1887, c'est une école de filles. En 1909, elle est achetée par le chanoine Rawnsley et louée au directeur de l'école de Keswick en tant que pension pour filles. En 1921, elle est achetée par les gouverneurs de l'école et reste une pension pour filles jusqu'en 1994.